# Demografía de Irak
Casi el 75 por ciento de los habitantes de Irak vive en llanuras planas aluviales que se extienden hacia el sudeste hacia Bagdad y Basora y al Golfo Pérsico. Los ríos Tigris y Éufrates traen aproximadamente 70 millones de metros cúbicos de sedimentos al delta cada año. Conocida en tiempos antiguos como Mesopotamia, la zona es el sitio legendario del jardín del Edén. Las ruinas de Ur, Babilonia y otras ciudades antiguas se encuentran aquí.

## Población

### Población actual
45 504 564 habitantes (2023 est.)

## Perfil demográfico

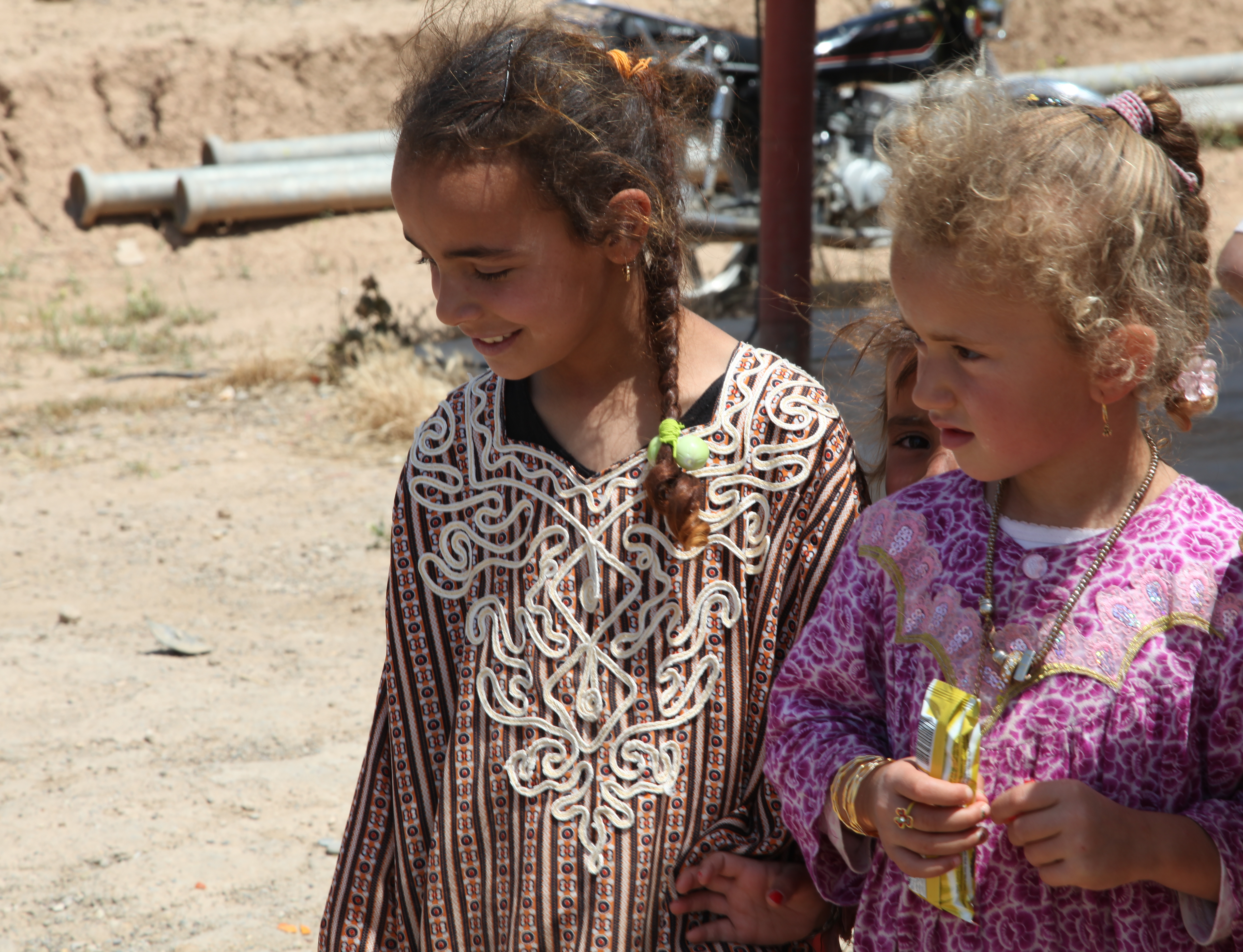
misión humanitaria en Saratopa

Los dos grupos étnicos más numerosos de Irak son los árabes y los kurdos con 6,5 millones de habitantes. Otros grupos notables son los turcomanos, los caldeos, los asirios, los iraníes, los luros y los armenios. El árabe es el idioma más comúnmente hablado. En el norte se habla el kurdo, y el idioma occidental más comúnmente hablado es el inglés.
Se acepta que la mayoría de los musulmanes iraquíes pertenecen a la secta chií, y que también existe una población importante de musulmanes suníes, compuesta tanto de árabes como de kurdos. Existen también pequeñas comunidades de cristianos, judíos, baháis, mandeístas y yazidíes. La mayoría de los kurdos son musulmanes suníes pero se diferencian de sus vecinos árabes en su idioma, su modo de vestir y sus costumbres.
Las proporciones de suníes y chiíes dentro de Irak son un tema controvertido. Aunque suele darse por válida la idea (adoptada también por Estados Unidos en su intervención en el país) de que los chiíes son un grupo mayoritario, sometido a la preeminencia de los suníes en las instituciones durante la época de Sadam Huseín, otras fuentes afirman lo contrario. Así, algunos autores opinan que el porcentaje de chiíes fue engordado intencionadamente en los estudios demográficos iraquíes en la época en que Sadam Huseín era uno de los principales aliados de Estados Unidos en la región, con el objetivo de magnificar la posible influencia del vecino y enemigo Irán en la población chií de Irak y así justificar lo autoritario del régimen y su necesidad de contar con un ejército bien armado.

Así pues, según los datos que se suelen dar por correctos desde antes de que la composición étnico-religiosa de Irak cobrara suma importancia (Elecciones de 2005) esta sería la composición demográfica de Irak:
Etnia

- Árabes: 75-80 %
- Kurdos: 15-20 %
- Turcomanos, asirios y otros: 5 %

Religión

- Musulmanes: 97 %
- Cristianos y otros: 3 %

Subdivisiones entre musulmanes

- Suníes: 32-37 % (árabes: 71-73 %; kurdos y turcomanos: 29-27 %)
- Chiíes: 60-65 % (fundamentalmente árabes: 98-99 %; kurdos: 1-2 %)

No obstante, es conveniente señalar que algunos expertos defienden una composición diferente. Según esa línea, un estudio del Al-Quds Press Research Center, con sede en Londres, da la siguiente composición étnica y religiosa:
Etnia

- Árabes: 82-84 %
- Kurdos, turcomanos, etc.: 16-18 %

Religión

- Musulmanes: 95-98 %
- Cristianos y otros: 2-5 % turcomanos y asuri

Subdivisiones entre musulmanes

- Suníes: 60-62 % (árabes: 42-44 %; kurdos y turcomanos: 16-18 %)
- Chiíes: 38-40 % (árabes: 86-88 %; kurdos y turcomanos: 2-4 %)